# Ouragan Francine (2024)
L’ouragan Francine est le sixième cyclone tropical nommé et le quatrième ouragan de la saison cyclonique 2024 dans l'Atlantique nord. Sa formation a mis fin à une accalmie de 3 semaines dans la formation des cyclones tropicaux dans l'Atlantique. Elle provient d'une onde tropicale, initialement repérée dans l' Atlantique central par le National Hurricane Center (NHC) à la fin d'août, qui a réussi à survivre à la traversée de la mer des Caraïbes et la péninsule du Yucatán pour finalement s'organiser progressivement le 7 septembre en sortant sur la baie de Campêche. La perturbation s'est développée en tempête tropicale le 9 septembre au large de la côte nord-est du Mexique puis est devenue un ouragan le 11, atteignant la catégorie 2 de l'échelle de Saffir-Simpson juste avant de toucher la côte louisianaise. La friction et le cisaillement des vents en altitude l'ont ensuite affaibli rapidement en entrant dans les terres où le système est devenu post-tropical le 12 septembre et s'est dissipé le 14 en Arkansas.
Francine a laissé plus 200 mm de pluie en même temps qu'elle a généré une forte onde de tempête sur certaines parties de la côte du Golfe des États-Unis et du nord-est du Mexique, provoquant d'importantes inondations, en particulier en Louisiane.

## Évolution météorologique

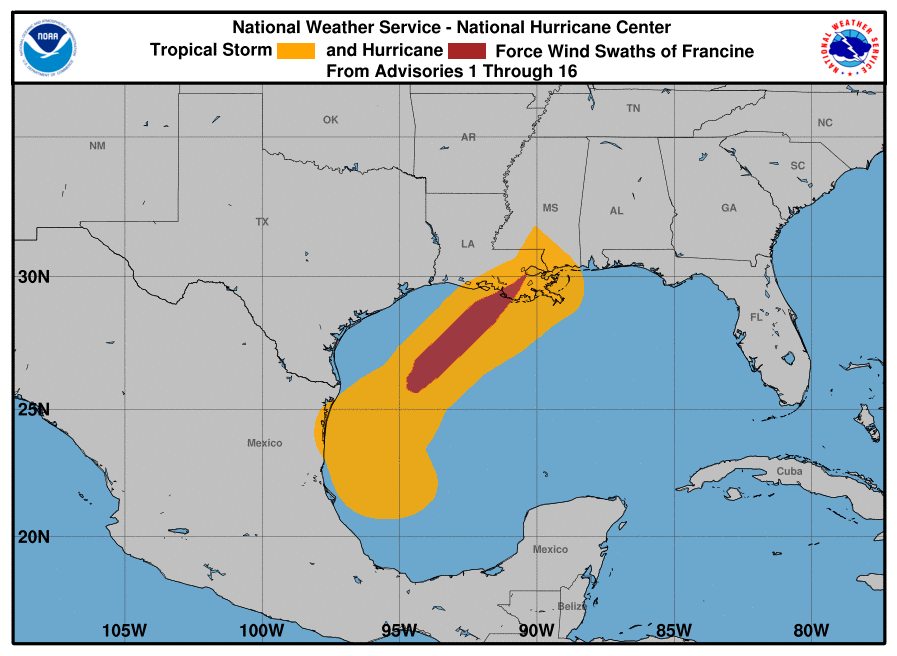
Corridor de vents de tempête (orange) et d'ouragan (rouge) avec Francine.

La fin août et le début septembre 2024 n'ont vu aucun système se développer malgré le passage de plusieurs ondes tropicales en provenance d'Afrique de l'Ouest. Celles-ci ont cependant quitté la côte à une latitude plus élevée que d'habitude, absorbant beaucoup de poussière saharienne et d'air sec qui ont entravé leur développement. De plus, les vents de nord-est inhabituellement forts en altitude sur l'Atlantique Est, liés à une oscillation nord-atlantique positive persistante, ont causé un cisaillement des vents qui a inhibé ces perturbations. Finalement, bien que la température de surface de la mer était à des niveaux record dans la majeure partie de la région principale de développement des ouragans, les températures à quelques kilomètres d'altitude ont aussi été inhabituellement chaudes durant la saison, limitant fortement l'instabilité de l'air et la convection profonde, moteur des systèmes tropicaux.
Le 26 août, le NHC a noté qu'une de ces ondes dans l'Atlantique central tropical avait un potentiel de développement à long terme en se dirigeant vers l'ouest. Les averses et orages associés à l'onde sont restés peu organisés en passant  dans l'environnement peu propice sur l'océan et la mer des Caraïbes comme mentionné ci-dessus. Le 7 septembre, le système a traversé la péninsule du Yucatán et est entré dans le baie de Campêche plus favorable au développement. Devenant un creux barométrique allongé en surface le lendemain, elle a été désignée cyclone tropical potentiel Six à 21 h UTC. La côte nord-est du Mexique ainsi que l'extrême sud du Texas ont alors été mis en veille de tempête tropicale.
À 15 h UTC le 9, le NHC a rehaussé le système à tempête tropicale, et l'a nommé Francine, alors qu'il était à 395 km au sud-est de l'embouchure du  fleuve Rio Grande, ajoutant la côte est du Texas et celle de la Louisiane dans les avertissements. Après s'être approchée à moins de 200 km de Brownsville/Matamoros le 10 septembre, la tempête a commencé à tourner vers le nord-nord-est et les avertissements cycloniques et d'onde de tempête ont été allongés jusqu'à la côte de l'Alabama.
À 0 h UTC le 11, le NHC a reclassé Francine à ouragan de catégorie 1 après les rapports des avions de reconnaissance. À 16 h UTC, les bandes de pluie extérieures touchaient déjà la côte de sud de la Louisiane et une plate-forme pétrolière au nord du centre du système a noté des vents soutenus de 137 km/h. À 21 h UTC, il est devenu un ouragan de catégorie 2 à 65 km au sud-sud-ouest de Morgan City (Louisiane). À 22 h UTC, le centre a touché la côte près du même endroit puis s'est mis à faiblir en entrant dans les terres. Cinq heures plus tard, Francine retombait à tempête tropicale à l'ouest de la Nouvelle-Orléans près du lac Maurepas.
À 12 h UTC le 12 septembre, le NHC a déclassé le système à dépression tropicale sur le centre-sud du Mississippi à cause de la friction et à une augmentation du cisaillement des vents en altitude. À 21 h UTC, le Weather Prediction Center (WPC), ayant pris le relais du NHC, a déclaré que Francine était devenu une dépression frontale des latitudes moyennes dans le nord du Mississippi à frontière avec Tennessee. Le matin du 13 septembre, elle est devenue une dépression coupée sur l'Arkansas et le WPC a cessé ses bulletins en soirée.

## Conséquences

### Mexique
Plusieurs zones de Matamoros ont été inondées par 200 millimètres de pluie. Une aide du gouvernement mexicain a été demandée et des pompes à eau ont été installées dans toute la ville,. 

### États-Unis
| État                                | Accumulation (mm) | Rafales (km/h) |
| ----------------------------------- | ----------------- | -------------- |
| Arkansas                            | 157               | N/D            |
| Louisiane                           | 246               | 156            |
| Mississippi                         | 219               | 90             |
| Oklahoma                            | 167               | N/D            |
| Tennessee                           | 204               | 84             |
| Texas                               | 189               | 61             |
| Golfe du Mexique                    | N/D               | 180            |
| Source : Weather Prediction Center, |                   |                |

Les exportations vers le golfe du Mexique ont été perturbées par Francine et la production pétrolière a été interrompue, provoquant une hausse de 2 % des prix nationaux du pétrole brut le 11 septembre,. Selon la société de données immobilières CoreLogic, les pertes assurées causées par Francine pourraient atteindre 1,5 milliard $US. 

#### Texas, Louisiane et Mississippi
Le 9 septembre, Port O'Connor était confronté à des inondations.
La Louisiane et le Mississippi ont tous deux déclaré l'état d'urgence et ont demandé à leurs habitants de s'abriter et de se préparer à la tempête majeure. Francine a touché terre dans la paroisse de Terrebonne en Louisiane tard le 11 septembre. La Nouvelle-Orléans a signalé des rafales de 125 km/h, Dulac de 156 km/h et une plateforme pétrolière de l'île Eugene de 169 km/h,. Les vents violents ont arraché les toits des bâtiments, brisé des arbres et piégé des dizaines de résidents à l'intérieur de leurs maisons au milieu de la montée des eaux due aux pluies torrentielles et à l'onde de tempête mais aucun décès n'a été signalé.
Jusqu'à 450 000 personnes en Louisiane étaient privées d'électricité, la plupart des coupures étaient liées à des chutes de débris et non à des dommages structurels. À un moment donné, environ 500 personnes se trouvaient dans des abris d'urgence, ont indiqué les autorités,.
Le bureau du shérif de la paroisse de Lafourche a mené de nombreux sauvetages en embarcations au nord-ouest de Thibodaux après que la crue ait entouré plusieurs unités d'habitation. Tous les résidents, y compris de nombreux petits enfants, ont été évacués en toute sécurité. D'autres sauvetages ont également été effectués dans d'autres parties de la région de Thibodaux ainsi que dans la région de Kraemer,,. 
Un homme de 39 ans a sauvé un autre homme, qui avait de l'eau jusqu'à la tête, d'un camion qui coulait sous un pont à la Nouvelle-Orléans en brisant la vitre arrière du camion avec un marteau et en le tirant à travers, se coupant la main dans le processus. Deux autres personnes ont été blessées : un agent de la police d'État de la Louisiane qui a été frappé par un arbre qui tombait alors qu'il enlevait des débris d'arbres sur l'Interstate 10, et une femme de la paroisse de l'Ascension qui a également été frappée et coincée par un arbre tombé,.
Des vents violents ont balayé la côte du Mississippi avant le lever du soleil le 12 septembre. Le bureau des services d'urgence du comté de Jackson a signalé des dégâts mineurs dans tout le comté, notamment des pannes de courant, des arbres abattus et des rues inondées. Alors que Francine se déplaçait plus au nord, elle a été rétrogradée au rang de dépression tropicale, apportant de fortes pluies à Jackson et au centre du Mississippi. Le sud du Mississippi a été confronté à d'importantes inondations et à des problèmes connexes pendant le passage de la tempête. D'autres régions de l'État ont également connu des arbres et des lignes électriques abattus. Au cours de la matinée du 12 septembre, 60 000 clients ont subi des pannes de courant dans le Mississippi. Environ 500 personnes se trouvaient dans des abris d'État.
Le gouvernement fédéral américain a approuvé une déclaration d'aide de la FEMA pour la Louisiane.

#### Ailleurs
On a signalé 39 000 pannes de courant en Alabama. Des arbres et des lignes électriques ont également été abattus dans la partie ouest de l'État.